# Alonso de Espinosa (fraile)
Fray Alonso de Espinosa (Alcalá de Henares, 17 de mayo de 1543 - c. 1600) fue un sacerdote e historiador español del siglo xvi conocido por ser el primer cronista de la isla de Tenerife y una de las fuentes principales sobre las costumbres de sus primeros pobladores, los guanches.

## Biografía
Nació en Alcalá de Henares, pero siendo niño se trasladó a Guatemala, donde se había convertido en un sacerdote de la orden dominica. En 1579 regresa a España, más concretamente se instala en las islas Canarias. Mientras estuvo allí investigó sobre el milagro de la aparición de Nuestra Señora de la Candelaria (Patrona de las Islas Canarias), cuyo hallazgo por parte de dos aborígenes guanches habría ocurrido aproximadamente en 1392. 
En 1594 se desplazó a Sevilla, y allí publicó su libro Del origen y milagros de la Santa Imagen de nuestra Señora de Candelaria, que apareció en la Isla de Tenerife con la descripción de esta Isla. Dicha obra se divide en cuatro libros; el primero de ellos constituye el marco geográfico e histórico del tema principal de la obra, incluyendo la descripción de la isla de Tenerife y sus antiguos pobladores. El segundo libro trata sobre la aparición de la virgen de Candelaria a los guanches, mientras que el tercero versa sobra la conquista de la isla por los castellanos. El último libro está dedicado a la descripción de hasta 57 milagros atribuidos a la imagen de la virgen de Candelaria.
El texto de Espinosa, junto con el tratado histórico atribuido a fray Juan de Abreu Galindo y el libro de Leonardo Torriani, es la mejor fuente que existe sobre el modo de vivir y las costumbres de los guanches.